# Monarca de les Marqueses
El monarca de les Marqueses ( Pomarea mendozae ) és un ocell de la família dels monàrquids (Monarchidae).

## Hàbitat i distribució
Habita els boscos de Moho Tani, a les illes Marqueses. Extint a les illes de Tahuata i Hiva Oa.